# Secrets (álbum de Robert Palmer)
Secrets es el quinto álbum de estudio del cantante británico de rock Robert Palmer, publicado en 1979 por Island Records. Al igual que en el disco anterior Double Fun, el vocalista toma algunos elementos de la música caribeña para agregarlas en algunas canciones, aunque en su conjunto se enfocó más en el rock. En este sentido, de acuerdo con el sitio Allmusic aquí se demuestra como «Palmer logra mezclar géneros y tempos con su estilo característico».
El 6 de octubre de 1979 alcanzó el puesto 19 en la lista estadounidense Billboard 200, superando así lo conseguido por Double Fun el año anterior. Dos de sus cuatro sencillos promocionales ingresaron en la lista Billboard Hot 100: «Bad Case of Loving You (Doctor, Doctor)» logró la posición 14 en septiembre del mismo año, mientras que «Can We Still Be Friends» se situó en la casilla 52 en febrero de 1980.

## Recepción

### Crítica
Secrets recibió reseñas principalmente positivas por parte de la prensa especializada. La revista Billboard señaló que con cada álbum «Palmer se ha acercado más al mainstream del rock/pop, pero nunca ha estado tan cerca como con este». También destacó la «sólida banda de acompañamiento», el estilo musical «cohesivo y accesible», que tanto la producción como el contenido del álbum son limpias y brillantes, y nombró como mejores canciones a «Bad Case of Loving You», «Jealous», «Can We Still Be Friends», «Under Suspicion» y «Love Stop». En el recuento anual, la publicación estadounidense posicionó a Palmer en el puesto 81 de los 100 mejores productores del año (por sencillos). Cashbox consideró que Secrets era el álbum del cantante más completo hasta esa fecha y que el sonido de él era totalmente irresistible. En la revisión de fin de año, la revista situó a Palmer como el mejor cantante de AOR de 1979 (por sencillos). Stephen Holden, de Rolling Stone, destacó la combinación de ritmos caribeños y funk con un ambiente de hard rock,  y que «los ritmos son tensos y propulsivos, [pero] las texturas muy secas». En términos generales, Holden indicó: «Académicamente, todo funciona. Técnicamente, Secrets es impecable, pero es demasiado desapasionado para lograr la resonancia ominosa que Palmer busca. Robert Palmer tiene cerebro, modales y talento. Ojalá tuviera corazón».
Tom Sowa, del periódico estadounidense The Spokesman-Review, mencionó que, con la idea de mantener las cosas simples, el vocalista deja atrás lo demasiado empalagoso o funky de sus producciones anteriores para recurrir a melodías básicas de rhythm and blues o reggae rock, con un objetivo «corto y seguro: roquearlo». Terry Hazlett, de Observer-Reporter, indicó que el álbum simplemente «refresca la memoria de los antiguos roqueros y crea memoria para sus descendientes» y que «debería difundirse entre los que realmente aprecian el rock and roll». John Teerds, del diario The Age, señaló que las canciones están muy bien interpretadas, nombró a «Can We Still Be Friends» como lo más destacado y que Palmer se merecía el reconocimiento que estaba teniendo el álbum en Melbourne.
Tim DiGravina, del sitio web AllMusic, comentó que «Palmer logra mezclar géneros y tempos con su estilo característico» y citó a «What's It Takes», «Can We Still be Friends» y «Bad Case of Loving You» como puntos fuertes del álbum. Además, expresó que el estilo vocal del cantante hace que el álbum sea «una delicia desenfadada de principio a fin» y, en general, «su naturaleza accesible, su fina ejecución y su honestidad lo marcan como otro gran momento en la carrera discográfica de Robert Palmer». Chris Coe, uno de los reseñadores del libro The Rough Guide to Rock, escribió que el disco «delató un enfoque más populista de hard rock que dio sus frutos con el éxito de "Jealous" y "Bad Case of Loving You"». Paul Sexton, de UDiscover Music, comentó que aunque no sea uno de sus trabajos más populares, Secrets es «un disco encantador que conecta al soul de los 70 con su sonido propio de MTV de los 80».

## Lista de canciones
| N.º | Título                                    | Escritor(es)            | Duración |  |
| 1.  | «Bad Case of Loving You (Doctor, Doctor)» | Moon Martin             | 3:10     |  |
| 2.  | «Too Good to Be True»                     | Robert Palmer           | 2:54     |  |
| 3.  | «Can We Still Be Friends»                 | Todd Rundgren           | 3:37     |  |
| 4.  | «In Walks Love Again»                     | Palmer                  | 2:45     |  |
| 5.  | «Mean Ol' World»                          | Andy Fraser             | 3:33     |  |
| 6.  | «Love Stop»                               | John David              | 2:57     |  |
| 7.  | «Jealous»                                 | Jo Allen                | 3:15     |  |
| 8.  | «Under Suspicion»                         | Dennis Linde, Alan Rush | 3:25     |  |
| 9.  | «Woman You're Wonderful»                  | Palmer, Allen           | 3:57     |  |
| 10. | «What's It Take?»                         | Palmer                  | 3:26     |  |
| 11. | «Remember to Remember»                    | Palmer                  | 3:30     |  |

Fuente: Folleto de notas de Secrets.

## Créditos
Fuente:Folleto de notas de Secrets.